# ウィルキンス棚氷
ウィルキンス棚氷（ウィルキンスたなごおり）は、南極大陸に存在する棚氷の一つ。南極半島からシャルコー島、ラタディー島を結ぶ南氷洋上（ウィルキンス海峡）に張り出している。
棚氷は、南極条約の適用範囲内に位置するが、複数の国が領有権を主張している。詳細は、南極における領有権主張の一覧を参照のこと。

## 概要

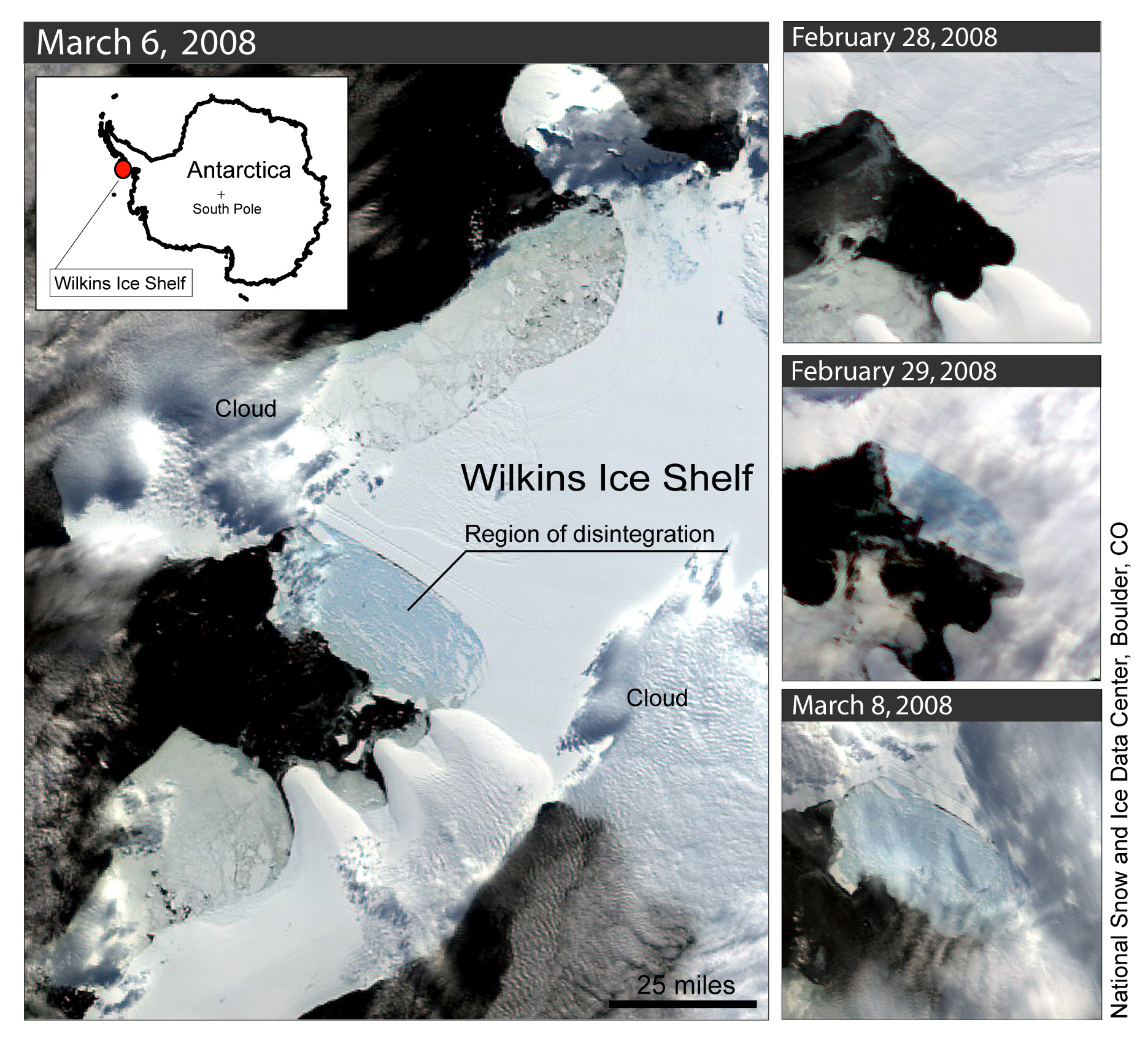
棚氷の位置と2008年に崩壊した様子

名称は1929年、オーストラリア人探検家であるヒューバート・ウィルキンスが、この地の上空をロッキード ベガ単発機で初めて飛行して確認したことに由来する。約1万3,000平方キロメートルに及ぶ巨大な棚氷である。1990年代から棚氷の崩壊が進み、衛星写真により縮小の傾向が強まっていることが知られていたが、2008年、400平方キロメートル以上が複数回にわたり崩壊していたことが観測。氷山（群）として流出するのではないかと懸念された。棚氷の変化は、気候変動による影響によるものではないかとして、各国の研究機関が地球観測衛星を利用して観測を行っている。